# اوموراتا
اوموراتا (به اسپانیایی: Umurata) یک کوه در شیلی است که در استان ساجاما واقع شده‌است. اوموراتا ۵٬۷۱۷ متر بالاتر از سطح دریا واقع شده‌است.